# Oliver St John (1er vicomte Grandison)
Sir Oliver St John, 1er vicomte Grandison (1559 - 30 décembre 1630) est un soldat et homme politique anglais qui devient Lord Deputy d'Irlande.

## Jeunesse
Il est le deuxième fils de Nicholas St John (vers 1526 - 8 novembre 1589) de Lydiard Park dans le Wiltshire et de Purley Park dans le Berkshire, par sa femme Elizabeth (avant 1542 - 1587), fille de Sir Richard Blount de Mapledurham House dans l'Oxfordshire et Elizabeth Lister. Sa mère est apparentée de loin à Charles Blount, 8e baron Mountjoy, et du côté de son père, il descend d'une lignée féminine des Grandisons et est apparenté aux St Johns, barons de Bletso. Il semble avoir grandi principalement à Purley et fait ses études à Oxford, s'inscrivant au Trinity College le 20 décembre 1577 et obtenant un BA le 26 juin 1578. Sachant que son père, qui s'attend à ce qu'il fasse son propre chemin, lui laisserait très peu d'argent, il décide de faire carrière dans le droit.
En 1580, il est admis comme élève de Lincoln's Inn ; mais vers mars 1584, il tue en duel le célèbre explorateur George Best et est contraint de fuir le pays. Le motif du duel n'est pas clair, bien que le tempérament violent de St John y ait sans aucun doute contribué: de son propre aveu ultérieur, il était "par nature l'enfant de la colère".

## Carrière
St John cherche alors fortune en tant que soldat à l'étranger et sert en Flandre et en France. Avant 1591, il atteint le grade de capitaine et, à l'automne de cette année-là, il commande la cavalerie du comte d'Essex au siège de Rouen. En 1592, il retourne en Angleterre et est élu député de Cirencester au parlement convoqué pour se réunir le 19 février 1593. En mars, il est nommé à une commission pour le soulagement des soldats et des marins mutilés et prononce plusieurs discours au cours de la session; mais le parlement est dissous en avril, et peu de temps après, Essex recommande St John à Robert Cecil comme commandant de cavalerie. Il cherche à nouveau du service aux Pays-Bas et participe à la bataille de Nieuport le 2 juillet 1600.

### Irlande
La rébellion de Tyrone emmène des soldats anglais expérimentés en Irlande, et St John y accompagne Mountjoy en février 1601; il est fait chevalier par Mountjoy à Dublin le 28 février et reçoit le commandement de deux cents hommes. Il joue un rôle de premier plan dans le siège de Kinsale à l'automne, repoussant une attaque nocturne des Espagnols le 2 décembre, et est blessé. Le 13 décembre, il quitte le camp pour porter des dépêches à la reine Elizabeth. En novembre 1602, il est de retour en Irlande commandant vingt-cinq cavaliers et 150 fantassins dans le Connacht, sous Sir George Carew, et la même année, il est recommandé par Cecil pour le poste de vice-président de cette province (mais l'arrangement ne semble pas avoir été réalisé). De 1604 à 1607, il siège au parlement anglais en tant que député de Portsmouth. Le 12 décembre 1605, il est nommé maître de l'artillerie en Irlande et juré du conseil privé irlandais.
À partir de cette époque, St John est le conseiller le plus fiable de Sir Arthur Chichester. Au début de 1608, il est nommé commissaire de la plantation d'Ulster. Il élabore un plan pour la plantation de la province et accompagne Chichester dans sa progression à travers l'Ulster en 1609. Il bénéficie de concessions de quinze cents acres à Ballymore, Comté d'Armagh, et mille acres (4 km²) à Keernan. Il conseille qu'aucune concession des terres des comtes bannis ne devrait être faite, mais qu'elles devraient être louées aux Irlandais de souche à un loyer élevé. Au début de 1609, Chichester l'envoie en Angleterre et il rédige un rapport sur les délibérations des commissaires à l'intention de Salisbury.

### Membre du Parlement irlandais
En 1613, il est élu membre du Parlement d'Irlande pour le comté de Roscommon et prend une part importante dans le différend sur la présidence, qui se transforme en pantomime après que les factions rivales aient choisi Sir John Everard et Sir John Davies (1569-1626) (en). Parlant de son expérience de la Chambre des communes anglaise, St John insiste sur le fait que la première tâche de la chambre est d'élire un président et que la bonne méthode de vote est de quitter la salle de séance et d'être compté dans un hall. Les partisans d'Everard, cependant, placent Everard dans le fauteuil, dont il n'est éjecté par la majorité qu'après que Davies, un homme très gros, se soit effectivement assis dessus. St John est l'un des députés envoyés pour porter l'affaire devant Jacques Ier : en conséquence, Everard est convoqué devant le Conseil privé et brièvement emprisonné dans la Tour de Londres, avant d'être renvoyé chez lui avec une sommation de maintenir la paix. En décembre 1614, St John démissionne de la maîtrise de l'artillerie; il est en Angleterre en octobre 1615, lorsque le comte de Somerset est confié à sa garde, en relation avec le meurtre de Sir Thomas Overbury.

### Lord adjoint d'Irlande
En 1615, il est nommé vice-amiral de Connaught à vie et confirmé dans ce poste par George Villiers, duc de Buckingham en 1619. Il abandonne le poste en 1627.
Le 2 juillet 1616, St John est nommé Lord Deputy d'Irlande ; il reçoit l'épée d'État le 30 août. Sa nomination est en partie due à ses liens familiaux étroits avec le duc de Buckingham, alors premier favori royal, et son administration, comme celle de Chichester, est marquée par la persécution des récusants. Il bannit, par proclamation, tous les moines et frères éduqués à l'étranger. Il pousse également la colonisation de l'Ulster, et la plantation du comté de Longford en 1618 est suivie l'année suivante par celle du Comté de Leitrim. Sa sévérité contre les récusants lui crée des ennemis, et le fait qu'il doive sa nomination à Villiers le rend impopulaire auprès de plusieurs membres de son conseil. Au début de 1621, ils demandent son rappel; et, bien que James le félicite et proteste contre son implication dans la disgrâce, il reçoit finalement l'ordre de remettre l'épée d'État au lord chancelier Adam Loftus (1er vicomte Loftus) (en) le 18 avril 1622. Il quitte l'Irlande le 4 mai.
St John reste en faveur à la cour. Le 28 juin 1622, il est admis au conseil privé anglais, le 23 juin 1623, il est créé vicomte Grandison de Limerick dans la pairie d'Irlande, le 16 août 1625, il est nommé Lord High Treasurer of Ireland, et le 20 mai 1626 est élevé à la pairie anglaise en tant que baron Tregoz de Highworth, Wiltshire.
En 1624, St John est placé au Conseil de guerre et siège à d'autres commissions. Il s'intéresse également aux affaires étrangères et coloniales, correspondant fréquemment avec son neveu, Sir Thomas Roe. En 1627, il achète les manoirs de Wandsworth et Battersea, où il possède une maison depuis 1600. Sa santé défaillante, il sollicite l'avis de Théodore de Mayerne. Après un voyage en Irlande en 1630 pour y gérer ses domaines, il retourne à Battersea, où il meurt le 30 décembre de la même année, y étant enterré le 12 janvier 1631.

## Famille
St John épouse Joan, fille et héritière de John Roydon de Battersea et veuve de Sir William Holcroft ; elle est enterrée à Battersea le 10 mars 1631; par elle, il n'a aucun descendant, mais est le beau-père d'Henry Holcroft (en). La baronnie de Tregoz s'éteint. Les manoirs de Grandison, Wandsworth et Battersea, passent à son neveu John St John. La vicomté de Grandison passe à son neveu, William Villiers, fils de Sir Edward Villiers (qui est le demi-frère du duc de Buckingham) par sa femme Barbara, la sœur aînée de Grandison.